# Safaa Fathy
Pour les articles homonymes, voir Fathy.
Safaa Fathy , née en 1958, est une poètesse, cinéaste, dramaturge et essayiste égyptienne. Elle réalise le documentaire Derrida Ailleurs, qui met l'accent sur la vie et les concepts du philosophe Jacques Derrida, son ami.

## Éléments biographiques
Fathy est née à Minya, en Haute Égypte le 17 juillet 1958, d'un père et d'une mère d'origine juive séfarade. Elle étudie la littérature anglaise au Caire et participe au mouvement étudiant.  
Plus tard, elle quitte le pays et s'installe à Paris en 1981. En 1987, elle est auditrice libre du Deutsches Theater, situé à Berlin-Est. Elle rencontre Heiner Muller en 1990. Elle complète sa thèse de doctorat à la Sorbonne en 1993, une thèse intitulé :  Le nouveau théâtre épique en Grande-Bretagne : de Brecht à John Arden et Edward Bond,. Avant de devenir réalisatrice, elle travaille comme metteuse en scène. Elle est ensuite directrice de programme au Collège International de Philosophie à Paris.
En 2020, Luz María Bedoya la sollicite pour son projet Todos los faros de la costa peruana.

## Quelques œuvres cinématographiques

### Maxime Rodinson, l'athée des dieux
Dans ce documentaire de 1998, Safaa Fathy rencontre ce parisien athée et marxiste, fils d'une famille juive ayant fui les pogroms en Russie, qui devient un historien et sociologue de l'islam, du judaïsme et du christianisme.

### Le Silence
Dans ce court métrage de fiction, le personnage principal, une jeune femme maghrébine qui vit chez ses parents, immigrés, veut casser le manque de communication au sein de la famille et décide de porter le voile en hommage à la nostalgie muette de son père pour d'autres temps. 

### D'ailleurs, Derrida
Cet autre documentaire, de 1999, est l'une de ses œuvres les plus connues. Ce n'est pas un portrait mais une mise en scène de la parole de Derrida, sur l'écriture, l'hospitalité, les différences sexuelles, le pardon, mais aussi sur sa mère et sur l'Algérie, son pays natal. Le philosophe est filmé chez lui, près de Paris, au milieu d'ouvrages et de piles de lettres. Ne pouvant le filmer revenant sur les lieux de sa jeunesse, à El Biar, près d'Alger, c'est elle qui y revient sur ses indications et qui filme sa maison familiale, retrouvant par exemple ce défaut de carrelage, un carreau monté à l'envers, marqué dans sa mémoire,,.

### Mohammad sauvé des eaux
Ce documentaire de 2013 est un projet entamé avec son frère, et poursuivi malgré la mort de celui-ci, victime d’une insuffisance rénale. Il entremêle trois thèmes, la maladie de son frère, la pollution du Nil, et la situation politique égyptienne,.

## Principaux recueils de poésie
- Al Haschiche (un livre de poésie accompagné par un film-poème, Hidden Valley) bilingue espagnol-français, Ediciones sin nombre, traduction Conrado Tostado, Ediciones Sin Nombre, Mexico, 2007.
- ...où ne pas naître, collection bilingue en arabe et en français, traduction de l'arabe par Zeinab Zaza revue par l'auteur ; postface de Jean-Luc Nancy, Paris-Méditerranée , 2002.
- Little Wooden Dolls, 1998.
- Révolution. Traverse des murs, préface de Jean-Luc Nancy, traduction d'Hélène Nancy/Hédi Djebnoun/Jean-Pierre Daumard, Tarabuste éditions, 2017

## Principaux films

### Documentaires
- Mohammad sauvé des eaux, TS de production, Paris, 2013[10],[11].
- Dardasha Socotr, l'UNESCO, le gouvernement du Yémen[12].
- D'ailleurs, Derrida, Arte, France, 2000[7],[8].
- Maxime Rodinson: l'Athée des Dieux (Maxime Rodinson, Athée des Dieux), France, 1998[5].
- Ghazeia, danseuses d'Égypte (Ghazeia, Égyptien, Danseurs), Canal plus, France, 1993[13],[14]
- Visages Cachés

### Fiction
- Nom à la mer, un film-poème, texte de Safaa Fathy, lu par Jacques Derrida
- Silence, court métrage de fiction, Mention spéciale du Jury, Rencontres de Digne-les-Bains 1997, prime à la qualité CNC
- Doisneau, 2003.

## Théâtre
- Ordalie, 2005.
- Terreur, 2005

## Livres
- Tourner les mots , avec Jacques Derrida, 2000[15].

## Essais et autres écrits

### Sur la philosophie et la politique
- L'aporie de lui dans Derrida à Coimbra. Palimage Editores, Coimbra, Portugal. 2006
- Un(e) spectre nommé(e) « avenir » dans Cahiers de l'Herne sur Jacques Derrida. 2005

### Sur la littérature
- Hisser les voiles: l'Odyssée féminine à travers la Méditerranée. Microfisuras, 1999.
- «Dissidences et dissonances. Cartographie d'une poésie égyptienne». Almadraba (revue), Séville. 1998
- «Exil», dans Pour Rushdie, La Découverte, Paris. 1993